# Blood Stain Child
I Blood Stain Child sono un gruppo melodic death metal con influenze trance giapponese, fondato ad Osaka nel 1999 con il nome di Visioner.

## Storia del gruppo
Nel giugno 1999 la band si forma con il nome di Visioner, rinominati poco dopo Visionquest, nella città di Osaka, in Giappone. Un anno dopo, hanno cambiato il loro nome in "BLOOD STAIN CHILD" , ed hanno registrato i loro primi demo, intitolati Silence of Northern Hell, Requiem e Legend of Dark nell'agosto 2000.
Nell'autunno del 2001 hanno composto e registrato una canzone tema di ingresso chiamato The World, per Kensuke Sasaki, lottatore professionista di Shin Nihon. Sempre nel dicembre 2001, hanno registrato la sigla per la partita di Shin Nihon professionale commemorazione 30º anniversario Wrestling. La canzone si intitolava Steel Flame.
Nel mese di aprile-maggio 2002 il brano Silence of Northern Hell è stato usato come sigla finale per la produzione di Kadokawa Cinema Sound di radio "Trinity Blood - Rage Against delle Lune". Poco dopo, nel luglio 2002, l'album di debutto Silence of Northern Hell, è stato pubblicato.
Nell'autunno del 2002 Silence Of Northern Hell è stato pubblicato in Corea dalla casa discografica locale ONE MUSIC. Anche nel mese di ottobre dello stesso anno, BLOOD STAIN CHILD sono la band di apertura per il tour Giapponese dei DREAM EVIL.
Il 18 giugno 2003, secondo album della band, con il titolo "Mystic Your Heart", è stato pubblicato. È stato mixato e masterizzato dal celebre ingegnere finlandese Anssi Kippo.
Nel giugno 2004 condividono il palco con gli SKYLARK (Italia) ed i Serafini (Taiwan).
Nel marzo 2005, il chitarrista Daiki lasciò la band e fu sostituito da Shiromasa nel mese di aprile.
Idolator, il terzo album, è stato pubblicato il 18 agosto 2005 ed è stato mixato e masterizzato dall'acclamato ingegnere del suono danese Tue Madsen.
La band ha firmato un contratto con la casa discografica tedesca Records Dockyard e Idolator è stato pubblicato in Europa il 27 novembre 2006. Alla fine del 2006 Shiromasa decise di lasciare la band. Allo stesso tempo, il gruppo guadagnò un nuovo cantante (SADEW), così come un nuovo chitarrista (GSR)
Nel giugno 2007 RYU ha firmato un contratto di endorsement con la Caparison Guitars. Un mese dopo, il 17 luglio 2007, Idolator è stato pubblicato anche negli Stati Uniti dalla locomotiva casa discografica.
Il quarto LP della band, Mozaiq, è stato pubblicato il 18 luglio 2007. Tue Madsen è stato ancora una volta responsabile del mixaggio e del mastering. Luglio si è rivelato un mese intenso, in quanto la band firma una collaborazione con la famosa azienda di anime GONZO, per girare il video per il brano Freedom. La canzone è stata inclusa in Mozaiq, mentre il video ha guadagnato più di un milione di visualizzazioni su YouTube.
Mozaiq è stato pubblicato in Europa il 20 luglio e in Corea il 3 agosto 2007, da etichetta coreana Dope Entertainment. La band inoltre ha fatto un tour in Giappone per promuovere Mozaiq nel mese di agosto 12-26. Il 9 ottobre l'album è stato pubblicato negli USA da Locomotive.
I Blood Stain Child iniziano così una tournée in Giappone nel mese di marzo-aprile 2008, esibendosi in Kagoshima, Fukuoka, Shimame, Okayama, Hiroshima e altri, mentre nel maggio dello stesso anno la band ha debuttato all'estero, come atto principale di un concerto a Taiwan. Nel mese di dicembre si sono esibiti per la prima volta al festival Tokyo 2DAYS, in CRESCENDO Kichijoji.
La band nel mese di aprile 2009 è stata invitata in Svezia nel maggio al JAPAN EXPO. L'evento è stato poi ritirato.
Giugno 2010 è un periodo cruciale per BLOOD STAIN CHILD. Il Vocalist SADEWe Violator, il batterista, lasciano la band. Lo stesso mese RYU ha firmato un contratto di endorsement con AMT Electronics.
Tre mesi più tardi, nel mese di settembre la band recluta i suoi nuovi membri. La vocalist femminile Sophia dalla Grecia, e il batterista GAMI [ex - YOUTHQAKE].
La band ha firmato un'altra collaborazione nel settembre 2010, con il famoso marchio Gothic Lolita "Chantilly/ATELIER-PIERROT", che creato costumi di scena esclusivi per Sophia e Ryu, Iniziano così e anche le registrazioni per il quinto album in studio della band. GAMI firmato un endorsement con brand italiano della Cymbal "UFIP".
Nell'ottobre 2010 firmano un contratto discografico con la Coroner Records ed il 19 e 20 dicembre sono apparsi al CRESCENDO Kichijoji 2DAYS "Tokyo" per la terza volta come headliners. Eseguono la loro prima apparizione negli Stati Uniti all' A-KON22 (Texas, Dallas) nel 10-12 giugno 2011, dove condividono il palco con la famosa band D.

## Formazione

### Formazione attuale
- Saika – voce (2016 – presente)
- Ryu – chitarra (1999, 2000 – presente)
- G.S.R – chitarra (2007 – presente)
- Aki – tastiera, sintetizzatore (2000 – presente)
- GAMI – batteria (2010 – presente)
- Yakky – basso (2016 – presente)

### Ex componenti
- SOPHIA (vero nome Sophia Aslanidou) – voce  (2010 – 2012)
- Sadew – voce (2007 – 2010)
- Violator – batteria (1999, 2000 – 2010)
- Daiki – chitarra (1999, 2000 – 2005)
- Shiromasa – chitarra (2000 – 2007)
- KiKi – voce  (2012 –2016)
- Ryo – voce, basso (1999, 2000 – 2016)
- Makoto - VJ/DJ (2013 - 2014)

## Discografia

### Album in studio
- 2002 - Silence of Northern Hell
- 2003 - Mystic Your Heart
- 2005 - Idolator
- 2007 - Mozaiq
- 2011 - εpsilon
- 2018 - The Legend
- 2019 - Amateras

### Demo
- 2000 - Demo 2000
- 2001 -  The World